# Molslaan 104 (Delft)
Het pand aan de Molslaan 104 is een van de oudste panden van de plaats Delft, in de Nederlandse provincie Zuid-Holland. Het pand zou rond 1465 zijn gebouwd als gasthuis voor daklozen.
In de 16e eeuw werd gebouwd aangeduid als het Heilige Geesthuis en diende als huisvesting van daklozen. Het is een van de weinige gebouwen die bij de stadsbrand van 1536 gespaard zijn gebleven.  Vanaf 1578 was het voorste gedeelte - aan de Molslaan - in gebruik als stadstimmerwerf en vanaf 1579 als vondelingenhuis. In 1676 werd het achterste deel - dat grensde aan de Burgwal -  een stadsleenbank.
Sinds 1978 is het pand in gebruik als restaurant (Stadsherberg 'De Mol').
In de rijksmonumentenregistratie is het huis onder nummer 11927 omschreven onder het gezamenlijk adres Maria Gouweloospoort 5/7, Molslaan 104 als Pakhuis (XVI) met puntgevel, waarin natuurstenen waterlijsten en een getoogde poort in natuurstenen omlijsting.